# Beyond the Sea (película)
Beyond the Sea es una película de drama, biografía y musical de 2004, dirigida por Kevin Spacey, que a su vez la escribió junto a Lewis Colick, los protagonistas son Kate Bosworth, Bob Hoskins y John Goodman, entre otros. El filme fue producido por Lions Gate Films, Archer Street Productions y Trigger Street Productions; se estrenó el 16 de noviembre de 2004.

## Sinopsis
Este largometraje trata acerca del artista que interpreta la canción Mack the Knife, Bobby Darin, y particularmente de su relación con su mujer Sandra Dee.